# CLOSER〜クローザー〜
『CLOSER〜クローザー〜』は、田中晶原作、島崎康行作画による日本の漫画作品。『漫画ゴラクスペシャル』（日本文芸社）にて連載された。

## あらすじ
センチュリー・リーグの強豪チームである東京ガイナーズに所属する守護神・大場烈人がシーズン最序盤にガイナーズドームで開催された大阪ジャガーズ戦で登板するところから物語は始まる。連続セーブ記録タイまで残り1試合という状況下、大場はチームメイトとのいざこざが原因で球団側と交わした「1試合3アウトまで」という契約を笠に着て、試合を途中放棄してしまう。これが原因でチームが大敗し、団長である阿倍の逆鱗に触れた大場はパラダイム・リーグで万年最下位の静岡モンキーズに金銭トレードで放出されてしまう。
新天地に移籍した大場は一軍未出場の捕手・田村信介を自分の専属キャッチャーとして指名し、バッテリーを組むことを宣言。これに気分を悪くした正捕手の加藤が「そこまで言っておいて、明日の試合負けましたじゃ済まないことくらいわかっているね！」と詰め寄ったこともあり、翌日に静岡モンキーズスタジアムで催された札幌レンジャーズ戦で移籍後初セーブを挙げた記念のヒーローインタビューで「ペナントを制してリーグ優勝。ガイナーズも倒して日本一になる。そして、今シーズンの残り試合でセーブ失敗、失点したら引退する」と宣言した。
大場の活躍もあってモンキーズが勢いづいてくると、静岡スポーツ新聞記者の吉田源吉が「モンキーズはそもそも中継ぎ投手陣に不安を抱えるチーム事情から打線が大量得点を狙わないと勝てない試合が多かったが、1点でもリードがあれば大場にリリーフして逃げ切れる」ことを発見し、これに対して他球団は本格的な大場対策を開始。
中盤最初の相手となった仙台ブルーキャッスルズ戦では、優れた視力を武器にして投手の配球を見破ることを得意とする鷹山陽行打撃コーチが対大場作戦を展開するが、田村の機転によって阻止される。その後交流戦のシーズンになると、大場を放逐した張本人である阿倍が「大場から得点を挙げた者に5倍の勝利給を監督の金から出す」ことを条件に、8回までモンキーズにリードさせて9回に逆転勝利するという勝負操作同然の要求をチームに出した。ガイナーズ監督の鬼頭は田村のキャッチングの癖を見抜いていたためチャンスを作ることはできたが、大場が試合中にその癖を直したため結局は失敗に終わった挙句、無茶な要求が祟りモンキーズに負け越しという不名誉な記録まで残ってしまった。
続く横浜レッドシューズ戦では投手の呼吸を盗むことで盗塁を決めることが得意な代走のスペシャリスト・鈴本と対峙するが、それを読んでいた大場はわざと息のタイミングをずらして牽制死を誘った。やがて交流戦が終わるとオールスターゲームが始まり、大場と田村を含めた3名が出場。そこで田村はMLBのメンフィス・カージナル時代に大場からキャッチャーとして見放されたことで彼を恨んでいたジャガーズのボブ・ホワイトヘッドと対面する。祖父の遺影を割られるなどの挑発を受けた彼は最終回に迎えた勝負で挑発返しをした挙句、空振り三振に抑えることに成功した。
後半戦になると、モンキーズはナイツスタジアムで催された神戸ナイツ戦を皮切りに失速を始める。そしてフェニックスドームで福岡フェニックスがレンジャーズを破りリーグ3連覇を決めると、ナイツの2位が確定しモンキーズは埼玉ボブキャッツとチャンピオンズシリーズ進出をかけて3位争いをすることになり、シーズン最終戦までもつれた末にモンキーズが勝利して球団史上初のCSを決める。そしてチームは一丸となって日本シリーズ進出をかけ、ナイツ、そしてフェニックスに挑む。

## 登場人物

### 福岡フェニックス
柳川 真
1番中堅手。背番号9。
フェニックス四天王の一人。オールスターゲームに出場。
三宮 健一郎
2番遊撃手。背番号2。
フェニックス四天王の一人。守備がうまく、優勝を決定づけるショートフライをキャッチした。オールスターゲームにも出場。
松永 智彦
3番三塁手。背番号3。
フェニックス四天王の一人。四天王では唯一、オールスターゲームに出場していない。
内堀 祐一
4番一塁手。背番号1。
フェニックス四天王の一人。オールスターゲームに出場。
沢崎
投手。
夏川 義雄
監督。
岡部
コーチ。
金澤 良治
戦力分析員。データの収集能力に長けている。

### 神戸ナイツ
尾関
2番打者。
小木
尾関とは違う競技の2番打者。背番号7。
山田 卓郎
3番右翼手。背番号51。
天才と評価される好打者。作中の時間軸で4年前のMLB時代に複数回大場と対決しているが、ほぼ全ての場面で抑えられている。
落合 史音
4番捕手。背番号27。
オールスターゲームに出場。大場の投球を観察するために最終回の最終打者でありながら全くバットを振らず三振に倒れる醜態を晒してしまう。
山形
5番打者。
南
先発投手。制球難で、加藤にデッドボールを与えてしまう。

### 埼玉ボブキャッツ
春山
1番打者。背番号55。
鉄
2番打者。背番号2。
浅田 修斗
3番二塁手。背番号3。
打率.276の実力派。オールスターゲームにも出場。
中島
4番打者。背番号7。
小橋
5番打者。
蛯名
9番打者。
萩沼
先発投手。
シーズン終了時点でリーグ3位の14勝を記録。
高橋
中継ぎ投手。
オールスターゲームに出場。
千葉
中継ぎ投手。シーズン最終戦に登板するも大乱調であり、モンキーズのCS進出を許してしまう。

### 札幌レンジャーズ
寺島
1番打者。背番号21。
佐野
2番打者。背番号9。
直球に強い。
塩谷（しおや）
3番打者。背番号18
変化球に強い。オールスターゲームに選出されたが怪我で辞退する。
太田 収
4番指名打者。背番号6。
グリップの高さが弱点であり、大場にそれを読まれて凡退する。オールスターゲームにも出場。
上島
6番左翼手。
塚本
9番打者。背番号32。
森下
先発投手。
松本
監督。

### 仙台ブルーキャッスルズ
秋山
1番打者。背番号58。
佐久間
2番打者。
依田
3番打者。
津久井 政美
4番左翼手。背番号33。
鷹山の指示で打撃をするが、大場と田村の作戦で失敗。オールスターゲームにも出場。
相良
中継ぎ投手。
青山
抑え投手。鈴本にホームスチールを決められ敗戦投手になる。
大木
監督。前半戦終了後に成績不振で休養。
鷹山 陽行
打撃コーチ、後に監督代行。背番号73。
抜群の視力で敵投手の配球と捕手のリードを読み、試合終盤には自ら3塁コーチャーとして打者に指示を出す。

### 静岡モンキーズ
岡本
1番打者。
清家
2番打者。
丸仲
3番打者。
門田 幸信
4番一塁手。
チームの主将。
カスティーヨ
5番打者。
ホドリゴ
カスティーヨとは違う競技の5番打者。
ドミニカ共和国出身。
岩垣 剛
6番三塁手。背番号55。
直球に強く変化球に弱いが、大場の遠回しなアドバイスで克服した。オールスターゲームにも出場。
佐藤
7番二塁手。背番号7。
山城 猛
佐藤の代打。背番号60。
かつては二軍のレギュラー右翼手で、大場に負けず劣らずの素行不良が原因でチームから見放されていたが、終盤に初打席本塁打を放ったことでバックアップ要員で一軍に定着した。
加藤 廉
9番捕手。背番号27。福岡フェニックス→静岡モンキーズ。
このチームの正捕手で、大場専属捕手の田村のことを快く思っていない。しかし正捕手だけあって田村の癖を見抜くなどの活躍を見せている。
梅下
加藤の代走。
和田
先発投手。
涌田
和田とは違う競技の投手。背番号16。
シーズンでは11勝を記録。
石井
中継ぎ投手。背番号17。
大杉
中継ぎ投手。背番号48。
大場 烈人（おおば れつと）
本作の主人公。抑え投手。背番号42。東京ガイナーズ→MLBメンフィス・カージナル→東京ガイナーズ→静岡モンキーズ。
MLB帰りの凄腕ピッチャー。150 km/h超の剛速球と鋭い変化球を操る本格派。野球選手としては超一流だが、礼儀をわきまえない傲岸不遜な悪漢。オールスターゲームにも出場。
多田
二番手捕手。活躍の場面はない。
田村 信介
本作のもう一人の主人公。三番手兼抑え捕手。背番号92。
万年二軍の補欠だったが、大場にキャッチングを評価され彼とバッテリーを組むことになる。大場本人からはたびたびバカにされているが深く信頼されている。オールスターゲームにも出場。
山本
監督。
通算1000勝の記念球を移籍後初セーブを挙げた大場に奪われた挙句、田村にプレゼントされてしまう。
吉村
内野守備コーチ。
中園
バッテリーコーチ。
室伏 栄
球団社長。
増渕 喜一郎
球団オーナー。

### 東京ガイナーズ
呉 明建（オ・ミョンゴン）
1番中堅手。背番号2。
韓国人の助っ人打者。
原子 力（はらこ まさる）
2番左翼手。背番号0。
ルーキーでありながら一軍に定着しており、打率.321を記録しており大場からも安打を打った。
坂上 侑斗
3番遊撃手。背番号6。
オールスターゲームに出場。
貞兼 蔵之介
4番一塁手。背番号11。
ジャック・ワシントン
5番三塁手。背番号13。
河野
6番二塁手。背番号4。
菅井
9番投手。背番号19。
佐伯（さはく）
菅井の代打。背番号27。
鈴川
佐伯の代走。
三池
抑え投手。勝手に降板した大場をリリーフするが大崩れし、阿倍を激怒させた。
鬼頭
監督。
阿倍
団長兼GM。
非常に傲慢で勝手な人物であり、団長としての義務も責任も完全に放棄していながら権限だけは我が物顔で振り翳し、大場をトレード退団に追い込んだ。そのため鬼頭からは完全に面従腹背であり、他の選手やファンからも嫌われ疎まれている。

### 横浜レッドシューズ
梶尾
6番右翼手。
大場からヒットを打つ。オールスターゲームにも出場。
鈴本 駆
梶尾の代走。背番号8。
以前は「7番・左翼手」だったが、スピードを生かして代走としてのポジションを確立。敵投手の呼吸を盗むことで盗塁を成功させることを得意とするが、予想以上に深く吸った大場には対応できず牽制死する。
伊志嶺
7番打者。
井上
8番打者の代打。
永福 大吉
内野守備走塁コーチ。

### 大阪ジャガーズ
ボブ・ホワイトヘッド
4番一塁手。背番号40。メンフィス・カージナル→大阪ジャガーズ。
打率.348、21本塁打、51打点の本格派プルヒッター。かつては捕手だったがMLB時代に大場から見限られて一塁手及び指名打者に転向させられたことで彼を恨んでおり、オールスターゲームで対峙。しかし「逆シフト」を敷かれた上にファールフライをわざと落球されるなどの挑発を受けて激怒し、最後は三振に倒れた。
ゴンザレス
5番打者。
打率は.335。
横尾
6番打者。
谷口
7番打者。

### その他
吉田 源吉
静岡スポーツ新聞の記者。
アレックス・ゲレーロ
キューバの英雄と呼ばれるメジャーリーガー。MLB時代の大場の「第三の球」に対して「マチェーテで斬られたようだ」と評した。

## 書誌情報
- 田中晶（原作）・島崎康行（作画）『CLOSER〜クローザー〜』 日本文芸社〈ニチブンコミックス〉、全4巻
  1. 2017年9月29日発売、ISBN 978-4-537-13631-9
  2. 2018年5月28日発売、ISBN 978-4-537-13750-7
  3. 2019年2月28日発売、ISBN 978-4-537-13884-9
  4. 2019年8月19日発売、ISBN 978-4-537-13963-1